# Lietuvos Energija
Lietuvos Energija (Litauens Energi) är ett litauiskt energiföretag som är helägt av Republiken Litauen.
Det största värmekraftverket i Litauen: Elektrėnai kraftverk, styrs av detta företag. I Lietuvos Energija-gruppen ingår flera dotterbolag, såsom Lietuvos dujos (gas) och AB LESTO (elnätet).